# نادي ووستر سيتي
نادي ووستر سيتي (بالإنجليزية: Worcester City Football Club)‏ هو نادي كرة قدم بريطاني أٌسس عام 1902. يلعب النادي في دوري الشمال الوطني.